# ホレイス・カレン
ホレイス・マイアー・カレン（Horace Meyer Kallen, 1882年 - 1974年）は、ドイツ出身のアメリカのユダヤ系哲学者。
ドイツ帝国・ニーダーシュレジエンのベーレンシュタット（現在のポーランド・ドルヌィ・シロンスク県ビエルートゥフ）で正統派ラビの家庭に生まれる。1887年に一家で渡米。ハーヴァード大学で1903年に学士号を、1908年に博士号を取得。母校で哲学科の講師を務めた後、1911年からウィスコンシン大学マディソン校で教鞭を執り、1918年にニューヨーク市のニュー・スクールの哲学科の教授に就任した。
多元主義者として、哲学や人生の問題を過剰に単純化することに反対。彼によると、複雑さや困難さを否定することは、単にそれらを増す結果にしかならない。それはちょうど、現実の邪悪さを否定することでその邪悪さが増すのと同じ構図であるという。
彼らによると、文化の多様さと民族的な誇りは互いに拮抗する。そして、民族的な多様さと、民族・人種の差異に対する敬意が米国を強くするという。